# Sternplatz (Dresden)

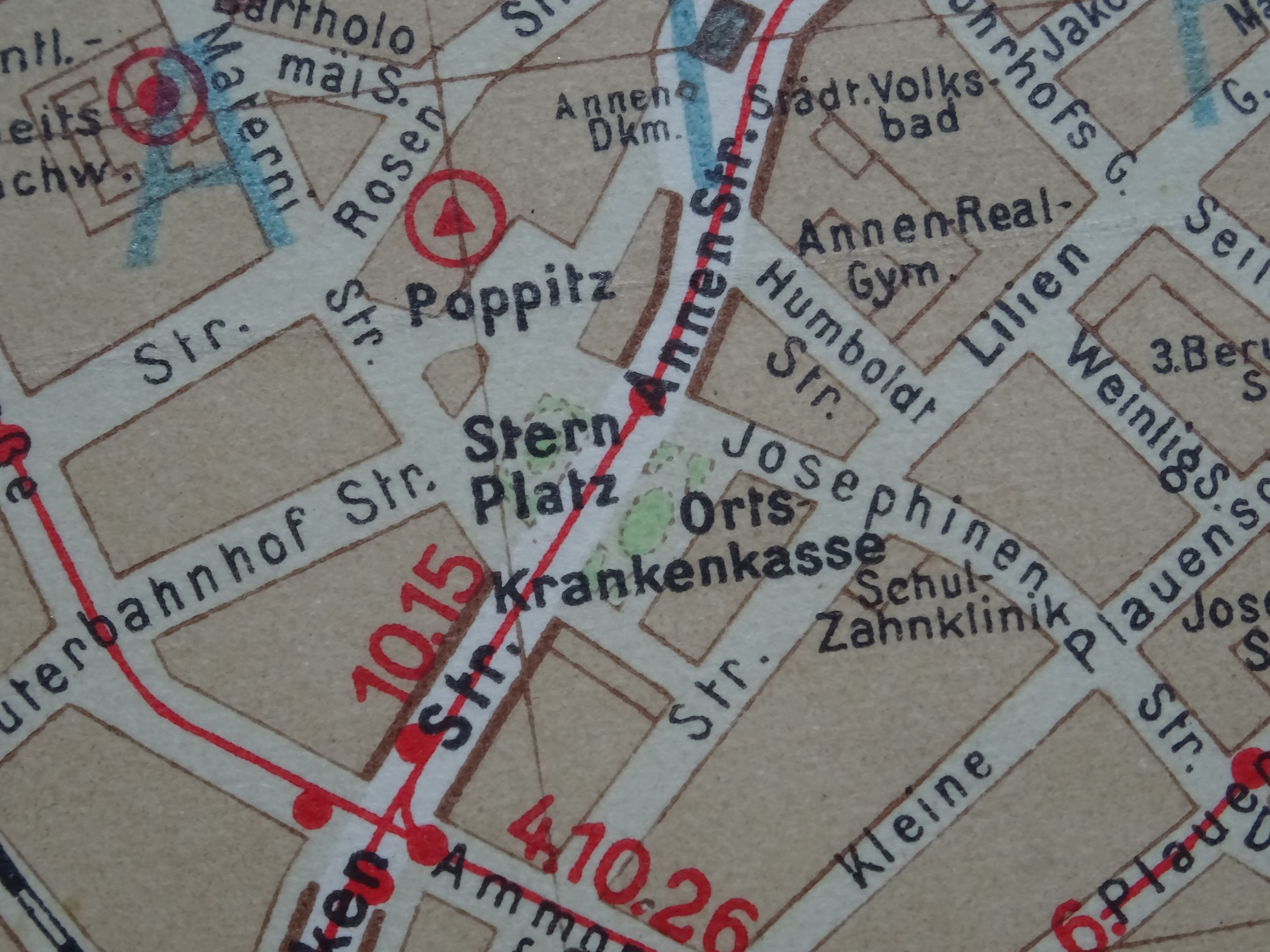
Sternplatz um 1928

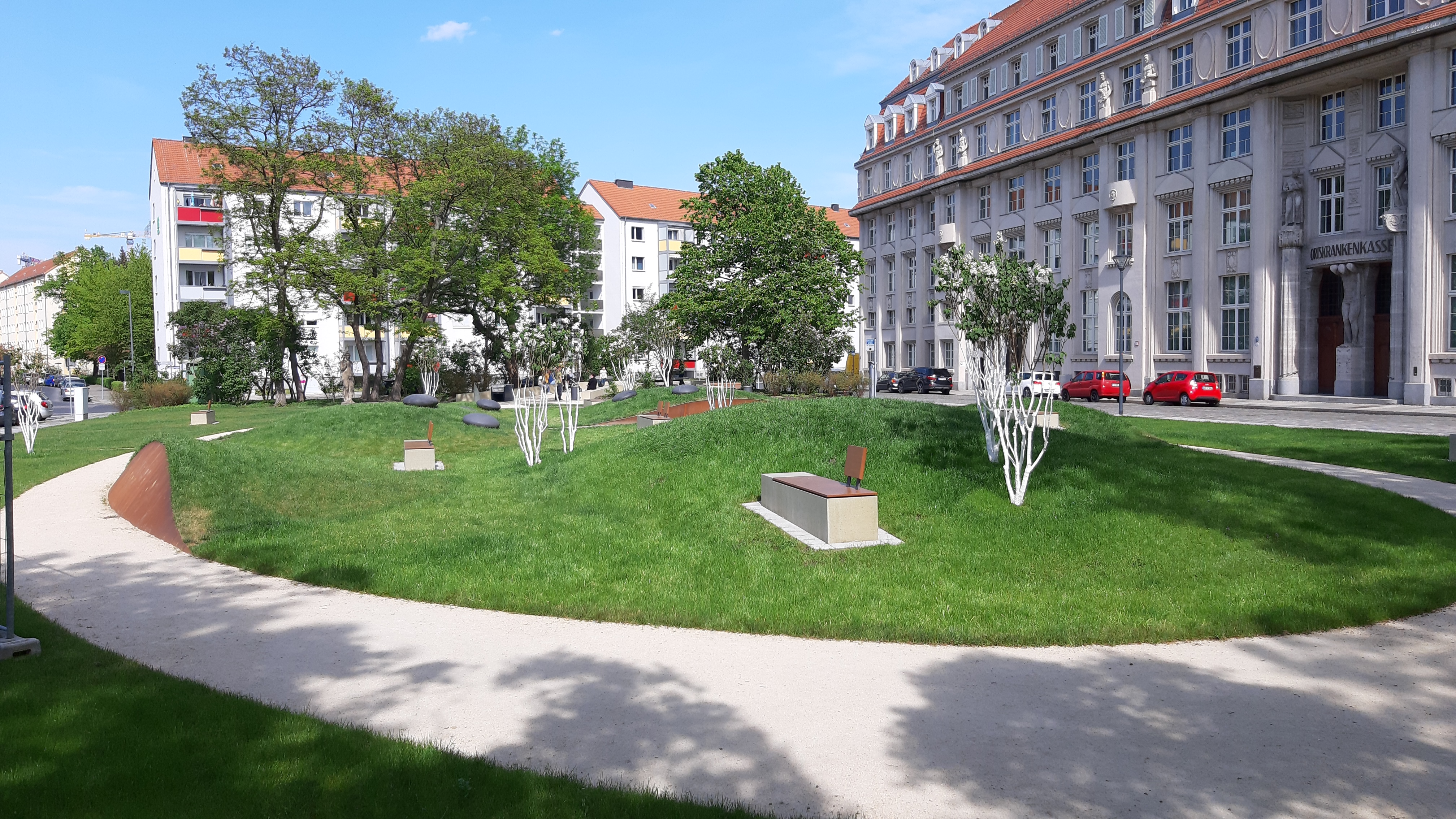
Sternplatz nach dem Umbau 2020

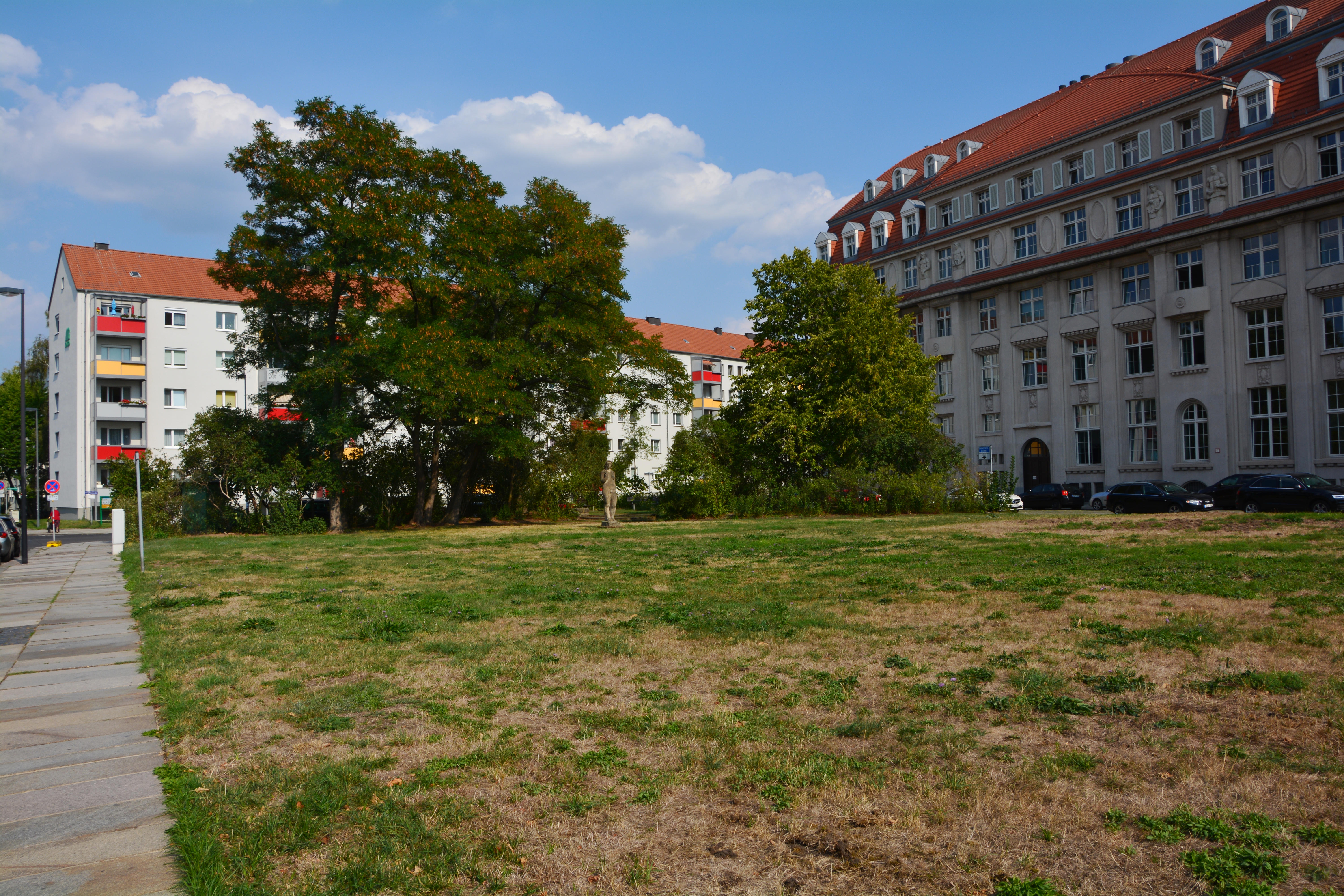
Sternplatz mit Sandsteinskulptur vor dem Umbau

Der Sternplatz befindet sich in der Innenstadt von Dresden.

## Lage
Der Sternplatz befindet sich in der Seevorstadt, unmittelbar an der Stadtteilgrenze zur Wilsdruffer Vorstadt. Die historische Grenze dieser beiden Vorstädte sowie die Grenze im statistischen Stadtteil Wilsdruffer Vorstadt/Seevorstadt-West zwischen den beiden statistischen Stadtbezirken 045 „Seevorstadt-West (Sternplatz)“ und 043 „Wilsdruffer Vorstadt (Maternistr.)“ verläuft mittig über den Straßenzug Annenstraße/Sternplatz/Falkenstraße.
Folgende Straßen flankieren den Platz bzw. beginnen am Sternplatz: Güterbahnhofstraße, Josephinenstraße, Maternistraße, Annenstraße und Falkenstraße.

## Geschichte

### Bis 1945
Der Sternplatz befindet sich auf einem historischen Platz des ehemaligen Dorfes und späteren Stadtteiles Poppitz. Der Ort wurde 1315 erstmals urkundlich erwähnt und um 1550 in die Stadt Dresden eingemeindet. Um 1861 wurden die Gebäude von der Kommune erworben und bis 1863 abgetragen. Auf dem Gelände des ehemaligen Gasthofes Zum Stern entstand 1873 der Sternplatz. In der Folgezeit sind um den Sternplatz viergeschossige Wohngebäude mit prunkvollen Fassaden erbaut worden. Infolge der Ausdehnung der Stadt verkehrten bis 1945 die Straßenbahnlinien 10 und 15. Am Sternplatz befand sich direkt eine Haltestelle in beide Richtungen. Die aus der Stadtmitte kommende Linie 15 befuhr über den Freiberger Platz die Annenstraße zum Sternplatz und erreichte dann anschließend über die Falkenbrücke (über die Gleisanlagen der Deutschen Reichsbahn) die Chemnitzer Straße. Dabei kreuzten die Linien an der Ammonstraße den 26er Ring mit den Straßenbahnlinien 4 und 26. Die Linie 10 bog bereits an der Ammonstraße zum Hauptbahnhof ab. An der Josephinenstraße befand sich eine Volksschule und das Josephinenstift für arme und mittellose Bürger der Stadt. In der Mitte des Platzes war ein Spielplatz. Das markanteste Gebäude ist das um 1913 erbaute AOK-Verwaltungsgebäude. Während der mehrfachen Bombardierungen Dresdens in den letzten Tagen des Zweiten Weltkrieges wurden der Sternplatz und die umgebenden Gebäude total zerstört. Das AOK-Verwaltungsgebäude und die Annenkirche erhielten leichte bis mittlere Beschädigungen, alle anderen Wohn- und Geschäftsgebäude waren völlig zerstört. Die Gegend um den Sternplatz war in eine Trümmerlandschaft gebombt worden.

### Bis 1990
Im Jahr 1946 war die Enttrümmerung der Gegend um den Sternplatz geplant, die jedoch erst um 1952 begannen. Dazu wurden eine Verladestelle und ein Bahnbetriebswerk der Trümmerbahn am Sternplatz eingerichtet. Die Hauptstrecke verlief über die Große Plauensche Straße, Hohe Brücke und entlang der Kaitzer Straße zur Lehmgrube an der Nöthnitzer Straße und war 3,7 km lang. Im Zweischichtbetrieb wurden circa 210.000 Kubikmeter Trümmerschutt beseitigt. Im Dezember 1952 wurden die Gleise der Trümmerbahnstrecke abgebaut und umverlegt. Um 1963 bis 1965 entstand nach Plänen der Architekten Herbert Schneider und Kurt Röthig das Kabarettgebäude für die Herkuleskeule. Bis 1965 wurden die Straßen und Versorgungsleitungen instand gesetzt. Die Straßenbahnhaltestelle wurde zurückgebaut, es verkehrten keine Straßenbahnen mehr. Der eigentliche Wiederaufbau erfolgte in der Zeit von 1962 bis 1966. Als Typenbauten wurden Q3A-Wohnhäuser in Großblockbauweise errichtet. Ein weiteres markantes Gebäude ist der Sternplatz 15, ein Achtgeschossiger in Ziegelmauerwerk errichteter Altneubau. Im Erdgeschoss befindet sich neben verschiedenen Arztpraxen die Sertürner-Apotheke, zu DDR-Zeiten Hans-Beimler-Apotheke. Um 1965 entstanden auf der Ostseite des Platzes Einkaufsläden. An deren Rückseite war die beliebte Gaststätte Arnis Rennstall Sternplatz 8, in DDR-Zeiten eine Wohngebietsgast- und Klubstätte. Die unbebaute Mitte des Platzes ist weiterhin eine Grünanlage mit einer Sandsteinplastik Stehende vom Dresdner Bildhauer Christian Schulze. An der Westseite des Platzes befindet sich das AOK-Verwaltungsgebäude. Im Jahr 1966 erhielt der Platz den Namen Hans-Beimler-Platz, nach dem KPD-Mitglied und vor Madrid gefallenen Spanienkämpfer Hans Beimler (1895–1936). Im Oktober 1990 beschloss die Dresdner Stadtverordnetenversammlung die Rückbenennung des Platzes.

### Nach 1990
Nach der Wende veränderte sich der Sternplatz lange Zeit wenig. Die Altneubauten an der Josephinenstraße wurden saniert, ebenso der Achtgeschosser Sternplatz 15. Die Ladenstraße wurde in einen Lebensmitteleinkaufsmarkt umgewandelt. Das AOK-Verwaltungsgebäude wurde erweitert und modernisiert. Das Kabarett Die Herkuleskeule ist in eine neue Spielstätte im Kulturpalast umgezogen. Eine Anbindung an den öffentlichen Nahverkehr ist weiterhin nicht erfolgt und auch nicht vorgesehen.

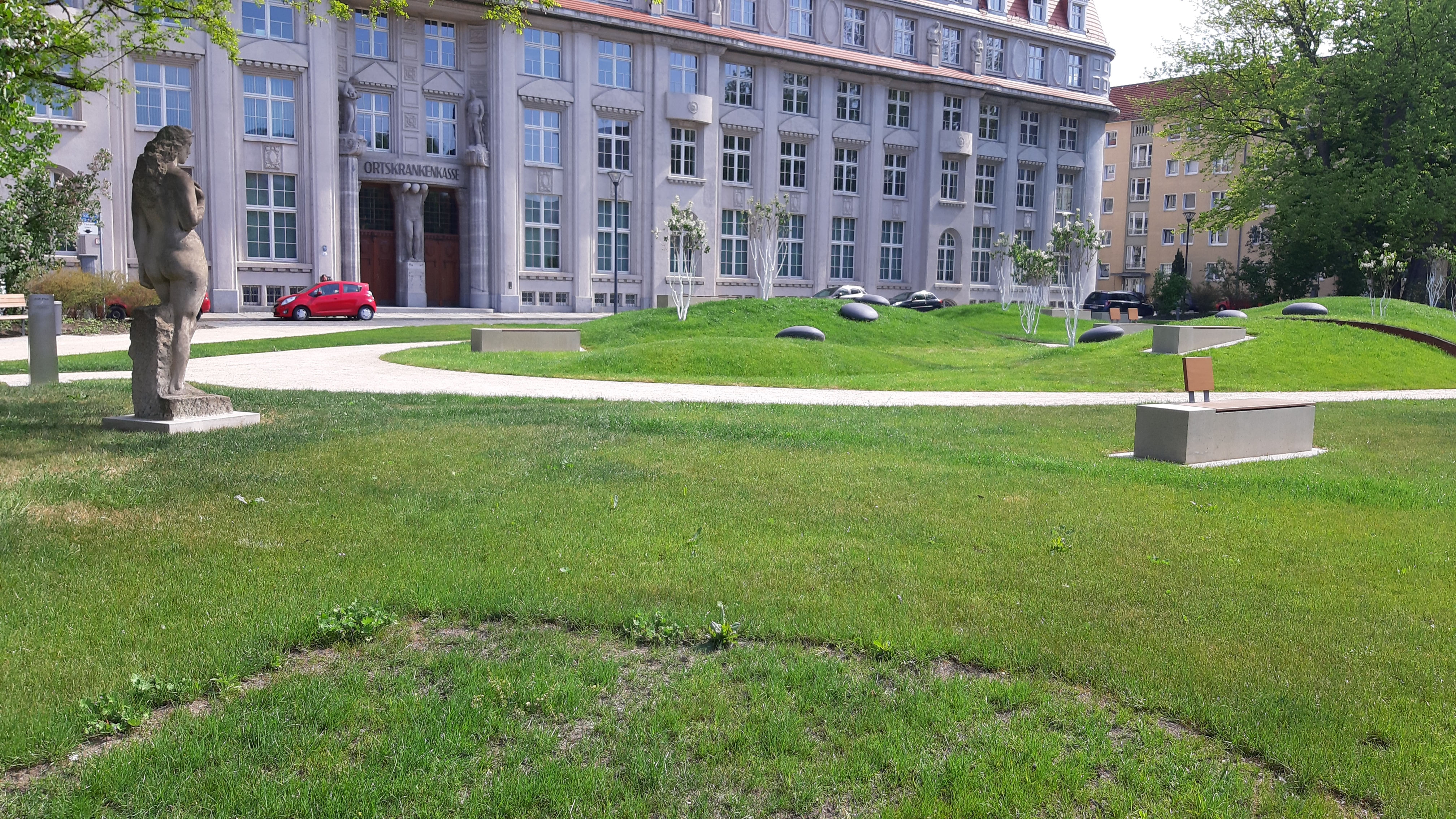
Der Sternplatz 2020 mit Trinkbrunnen und Skulptur (links im Bild)

Ab 2017 wurden Pläne zur Umgestaltung des Platzes gemacht. Vorgesehen war auch der Abriss der Ladenzeile und des Herkuleskeule-Gebäudes zugunsten von mehrstöckigen modernen Wohngebäuden. Der Umbau des Parks wurde vom Büro Blume Landschaftsarchitekten geplant und begann 2019 und wurde Anfang Mai 2020 abgeschlossen. Die gut 3000 Quadratmeter große Fläche erhielt Sitzgelegenheiten, einen Trinkbrunnen, eine Tischtennisplatte, einen Tischkicker, eine Slackline und einen Grillplatz. Da der südöstliche Teil des Sternplatzes von 1712 bis 1867 als zweiter Friedhof der Annenkirche genutzt wurde, fand man bei den Bauarbeiten Knochen. Diese wurden im November 2019 vor Ort beigesetzt. Die Kosten für den Umbau betrugen 520.000 Euro und wurden über das Förderprogramm Stadtumbau Aufwertung – Westlicher Innenstadtring getragen. Die AOK Plus übernahm die Kosten für einen Trinkbrunnen.